# Arnold Saul
Pour les articles homonymes, voir Saül (homonymie).
Arnold Saul  est un ancien joueur américain de tennis, né le 30 mai 1924 à Bedford (Indiana) et mort le 6 avril 2012.

## Palmarès

### Finale en simple messieurs
| No | Date | Nom et lieu du tournoi                      | Catégorie | Surface | Vainqueur   | Score              |  |
| -- | ---- | ------------------------------------------- | --------- | ------- | ----------- | ------------------ |  |
| 1  | 1949 | Tournoi de tennis de Cincinnati, Cincinnati |           | NC      | James Brink | 6-4, 6-8, 6-4, 6-0 |  |